# 平顶山鲁山机场
平顶山尧山机场是一个规划中的位于中國河南省平顶山市鲁山县的民用機場。
- 2011年7月12日，平顶山市副市长黄祥利等市政官员召集有关各部门召开尧山机场选址协调会。